# Same Place
Same Place je druhé album skupiny Notes From Prague vydané pod labelem Paranormalz Cru v roce 2004. Toto album se dostalo do širšího povědomí hiphopové komunity a hostovalo na něm několik interpretů, mezi nimi Dr. Kary, LA4 nebo Dannie. Vedle členů NFP se na produkci alba podílel Gipsy jedním trackem. K albu vyšly 2 singly – Recovered Experience a Same Place. Videoklipy k těmto trackům byly dodány na CD jako bonus.

## Seznam skladeb (CD)
1. Intro
2. P2P – From Praha to Philly
3. Project feat. Dr. Kary
4. My Zone
5. Skit
6. Same Place feat. LA4
7. Step Up feat. Dannie
8. Recovered Experience
9. Cosmic
10. Vampire
11. Outro
12. Recovered Experience (Remix)